# Dimeria manongarivensis
Dimeria manongarivensis är en gräsart som beskrevs av Aimée Antoinette Camus. Dimeria manongarivensis ingår i släktet Dimeria och familjen gräs.
Artens utbredningsområde är Madagaskar. Inga underarter finns listade i Catalogue of Life.